# Halil Altıntop
Halil Altıntop (Gelsenkirchen, 8 de dezembro de 1982) é um ex-futebolista profissional turco que atuava como meia. Seu irmão Hamit Altıntop também é ex-futebolista.

## Carreira
Inicio sua carreira no futebol alemão no modesto Wattenscheid 09.